# 日髙暖己
- 日高暖己

日髙 暖己（ひだか あつみ、2004年9月16日 - ）は、宮崎県日向市出身のプロ野球選手（投手）。右投左打。広島東洋カープ所属。

## 経歴

### プロ入り前
長崎県で生まれ、生後4か月で宮崎県に転居する。日向市立細島小学校1年生の時に細島スポーツ少年団でソフトボールを始める。日向市立富島中学校時代は軟式野球部に所属し、遊撃手としてプレーした。
宮崎県立富島高等学校では、投手兼遊撃手として1年秋からベンチ入り。2年になると、山本由伸のフォームを参考にして急成長し、秋から本格的に投手に転向する。3年夏の宮崎大会では5試合を投げ抜き自責点はわずか2で、決勝の宮崎西戦では、91球で完封勝利と、100球未満で完封する「マダックス」を達成し、同校を2度目の夏の甲子園出場に導いた。第104回全国高等学校野球選手権大会では2回戦で下関国際相手に5失点し敗退するが、この試合で9回を投げ切り9奪三振と粘りの投球も見せた。
2022年10月20日に行われたドラフト会議にて、オリックス・バファローズから5位指名を受け、11月19日に、契約金3500万円、年俸450万円で入団に合意した（金額は推定）。背番号は47。担当スカウトは縞田拓弥。

### オリックス時代
2023年は一軍登板はなかったものの、ウエスタン・リーグ公式戦12試合に登板し、20回を投げ、1勝1敗、防御率3.15の成績を挙げた。シーズン終了後はみやざきフェニックス・リーグやアジア・ウインターリーグに参加した。

### 広島時代
2024年1月5日、FAでオリックスに移籍した西川龍馬の人的補償として、広島東洋カープへの移籍が発表された。高卒2年目、19歳の選手が人的補償によって移籍するのは奥村展征と並んで最年少となる。1年目のオフに人的補償として移籍するのは前述の奥村、尾仲祐哉に続いて3人目。背番号は70。
2024年は一軍登板は果たせなかった。

## 選手としての特徴
最速148km/hの直球とフォークボール、縦のスライダー、シンカー気味に落ちるチェンジアップ、ツーシームを投げ打者をねじ伏せる投球スタイル。
日髙がテイクバックを参考にしている点や、同じ宮崎県の高校出身という点などから元チームメイトの山本由伸になぞらえて「由伸2世」と呼ばれている。

## 詳細情報

### 背番号
- 47（2023年）
- 70（2024年 - ）